# كاتلين أنغيل
كاتلين أنغيل (بالرومانية: Cătălin Anghel)‏ هو لاعب كرة قدم ومدرب كرة قدم روماني في مركز الهجوم، ولد في 4 أكتوبر 1974 في كونستانتسا في رومانيا. لعب مع ميلسامي أورهي ونادي فارول كونستانتسا.

## وصلات خارجية
- كاتلين أنغيل على موقع اتحاد أوكرانيا (الإنجليزية)
- كاتلين أنغيل على موقع قاعدة بيانات كرة القدم.إي يو (الإنجليزية)